# Dissiminassa dissimilis
Dissiminassa dissimilis is een vlokreeftensoort uit de familie van de Lysianassidae. De wetenschappelijke naam van de soort is voor het eerst geldig gepubliceerd in 1913 door Stout.